# 丸山欣也
丸山 欣也（まるやま きんや、1939年3月14日 - ）は、日本の建築家。東京都生まれ。アトリエモビル主宰。
内閣府承認非営利活動法人有形デザイン機構　理事長。
早稲田大学理工学部建築学科卒業、同大学大学院修士課程修了。施政権返還前の沖縄に滞在し、今帰仁村中央公民館や名護市庁舎など、象設計集団との協働設計が多い。
現在も建築設計を続けながら、国内外で、木や土といった素材に触れながら、身体を使って形を生み出す「ワークショップ」方式で、学生を指導している。
その他主な作品に、ひかり保育園、ミラノ・ペントハウス・レゾネイトクラブくじゅう、久住高原ゴルフクラブ・クラブハウスと地ビール村などがある。